# Eubarnesia ritaria
Eubarnesia ritaria är en fjärilsart som beskrevs av Grossbeck 1910. Eubarnesia ritaria ingår i släktet Eubarnesia och familjen mätare. Inga underarter finns listade i Catalogue of Life.